# Алимбаев, Музафар
Музафар Алимбаев (29 октября 1923, Семипалатинская губерния, Киргизская АССР, РСФСР, СССР — 26 ноября 2017, Алма-Ата, Казахстан) — казахский поэт и переводчик, литературовед, детский писатель. Лауреат Государственной премии Казахской ССР. Заслуженный работник культуры Казахской ССР (1978), Народный писатель Казахстана (1994). Участник Великой Отечественной войны.

## Биография
Родился в ауле Маралды Щербактинского района Семипалатинской губернии. Происходит из подрода каксал рода шегендык племени аргын.
Участник Великой Отечественной войны.
В 1948—1958 годах работал заведующим отделом журнала «Пионер», заведующим отделом и заместителем главного редактора газеты «Казах адебиети» (каз. «Қазақ әдебиеті»).
В 1958—1986 годах — главный редактор журнала «Балдырган» (каз. «Балдырған»).
В 1965 году окончил КазГУ.
26 ноября 2017 года скончался на 94-м году жизни. Похоронен на Кенсайском кладбище Алматы.

## Творчество
Свой поэтический путь начал в 1939 году. Первая книга стихов «Песни о Караганде» вышла в 1952 году.
В последующие годы были изданы поэтические сборники «Моему сопернику» (1954), «Выше-выше» (1955), «Лирика» (1958), «Подснежник» (1959), «На лоне Алатау», «Мой Казахстан» (оба — 1960), «Урак-неумейка»(1962), «Пути песни» (1964), «Шепот сердца» (1967), «Вечный огонь» (1969), «Дивная пора — детство» (1973), «Аксерек и Коксерек» (1977), «Хозяйка воздушных дорог» (1983 г., за эту книгу Алимбаев удостоен Государственной премии Казахской ССР) и др.
Заметный вклад Музафар Алимбаев внёс в казахскую детскую литературу. Кроме художественных произведений, ему принадлежат книги: «Мысли о воспитании детей» (1972), «Народ — воспитатель» (1977), «Из дневника сердца» (1980), в которых рассмотрены проблемы нравственного и эстетического воспитания подрастающего поколения. На многие стихи поэта сложены песни.
О воинском подвиге Р. Кошкарбаева, участника штурма рейхстага в Берлине, рассказывает поэма «Водрузившие знамя» (1974).
Алимбаев перевёл на казахский язык пословицы и поговорки многих народов мира, которые вошли в книгу «666 пословиц и поговорок» (1960).
Алимбаевым подготовлены также сборники «Пословицы и поговорки разных народов», «Пословицы разных народов о труде» и монография «Образные слова — всеобщее сокровище» (1967) — о теоретических проблемах и практике перевода пословиц и поговорок.
В сборнике литературно-критических статей «Сила пера» (1976) рассмотрены жизнь и творчество казахских писателей М. О. Ауэзова, С. Муканова, Г. Мусрепова, М. Иманжанова, К. Аманжолова, И. Байзакова, проблемные статьи о современной казахской литературе. Алимбаев перевёл на казахский язык произведения А. С. Пушкина, М. Ю. Лермонтова, М. В. Исаковского, Н. С. Тихонова, С. Орбелиани, Токтогула, Я. Райниса, Фирдоуси, Саади, Ш. Петефи, Г. Аполлинера, Ю. Фучика, Н. Хикмета. Он один из переводчиков на казахский язык киргизского героического эпоса «Манас». Произведения Алимбаева переведены на многие языки народов СНГ и зарубежных стран.

## Сочинения
1. Көңіл күнделігінен. Эссе. — 1980;
2. Маржан сөз. Мақалдар. — А., 1982;
3. Таңдамалы, 2 томдық. өлеңдер, поэмалар, аныздар. — А., 1983;
4. Ақмаңдайлым. өлеңдер. — А., 1984;
5. Сүймеген журек семеді, Өлеңдер — А., 1987;
6. Казахская песня. — А.-А., 1957;
7. Казахские степи. — М., 1958;
8. Что на что похоже? Стихи для детей. — А.-А., 1985;
9. Служба добру. Стихотворения. — А.-А.. 1986.
10. Ана тілім ғажап деп айта аламын

## Награды и премии
- Государственная стипендия Первого Президента Республики Казахстан — Лидера Нации в области культуры (2016)[3][4]

- Орден Отан (2008)
- Народный писатель Казахстана (1994)[1]
- Орден Отечественной войны II степени (11 марта 1985)[5]
- Государственная премия Казахской ССР (1984)
- Заслуженный работник культуры Казахской ССР (1978)[1]
- Медаль «За трудовое отличие» (3 января 1959) — за выдающиеся заслуги в развитии казахского искусства и литературы и в связи с декадой казахского искусства и литературы в гор. Москве
- Почётный гражданин Павлодарской области
- Медали